# Squad Busters
Squad Busters est un jeu vidéo mobile de combat multijoueur, développé par le studio finlandais Supercell. Il sort en bêta fermée le 6 février 2023 au Canada exclusivement sur Android.
Il regroupe des personnages des univers Supercell comme ceux de Hay Day, Clash Royale, Clash of Clans, Boom Beach et Brawl Stars.
Il y a une nouvelle bêta plus ouverte disponible au Canada, au Mexique et en Espagne lancée lundi 22 mai 2023 et fermée lundi 29 mai 2023.
Il possède des emotes, les récompenses se font grâce aux coffres. Le jeu comporte aussi une mécanique de tir similaire à Boom Beach Frontlines.
Le 8 avril 2024, une sortie en accès anticipé est annoncée pour le 23 avril 2024. Le 9 avril 2024, plus de détails sont dévoilés, notamment une sortie sur Android et iOS au Canada, Mexique, Suède, Espagne, Norvège, Danemark, Finlande et Singapour.
Le 22 avril 2024, la veille de la sortie en accès anticipé, une sortie globale est officiellement évoquée.
Le 25 avril 2024, le jeu est apparu sur l'App Store français avec une date de sortie, le 29 mai 2024. Dans la foulée, une sortie globale a été annoncée.

## Économie
Le jeu est accessible gratuitement, mais contient des achats dans l'application. On parle de modèle économique freemium.

## Collaboration
Le 16 Septembre 2024 une collaboration entre "Squad Buster" et "Transformers" arriva dans le jeu permettant de jouer "optimus prime" et "Elita-1"

logo supercell lors de la sortie de squad buster